# アル・マッコイ

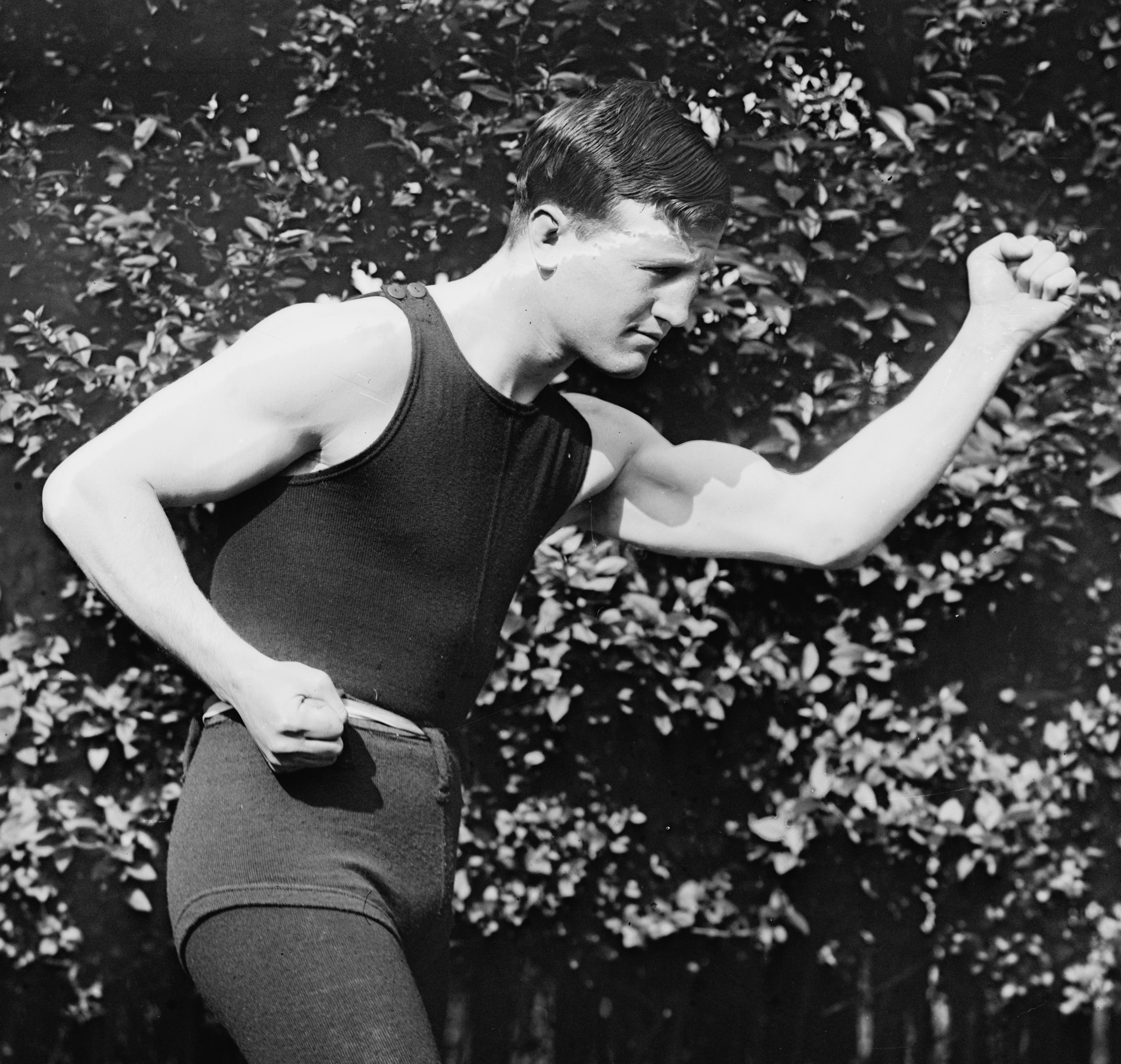
アル・マッコイ

アル・マッコイ（Al McCoy、本名：アレクサンダー・ルドルフ、1894年10月23日 - 1966年8月22日）は、アメリカ合衆国・ニュージャージー州出身の元プロボクサー。元世界ミドル級チャンピオン。

## 略歴
ドイツ系。1914年4月6日、ジョージ・チップを1回僅か45秒でノックアウト、当時番狂わせと言われた勝利で世界ミドル級王者となる。1917年、ブルックリンでの初防衛戦でマイク・オドウドに6回KOで敗れ、王座を失った。
マッコイは全階級を通じて史上初のサウスポーの世界王者である。
一般にボクシングにおいてはサウスポーが嫌われる傾向にあったことが災いしたのか、ファイターとしては極めて不人気で、当時は“チーズ・チャンプ”（へぼ王者）と酷評された。その素晴らしい戦績からしても、過小評価であるとの声が多い。